# フォード・フォーカスWRC

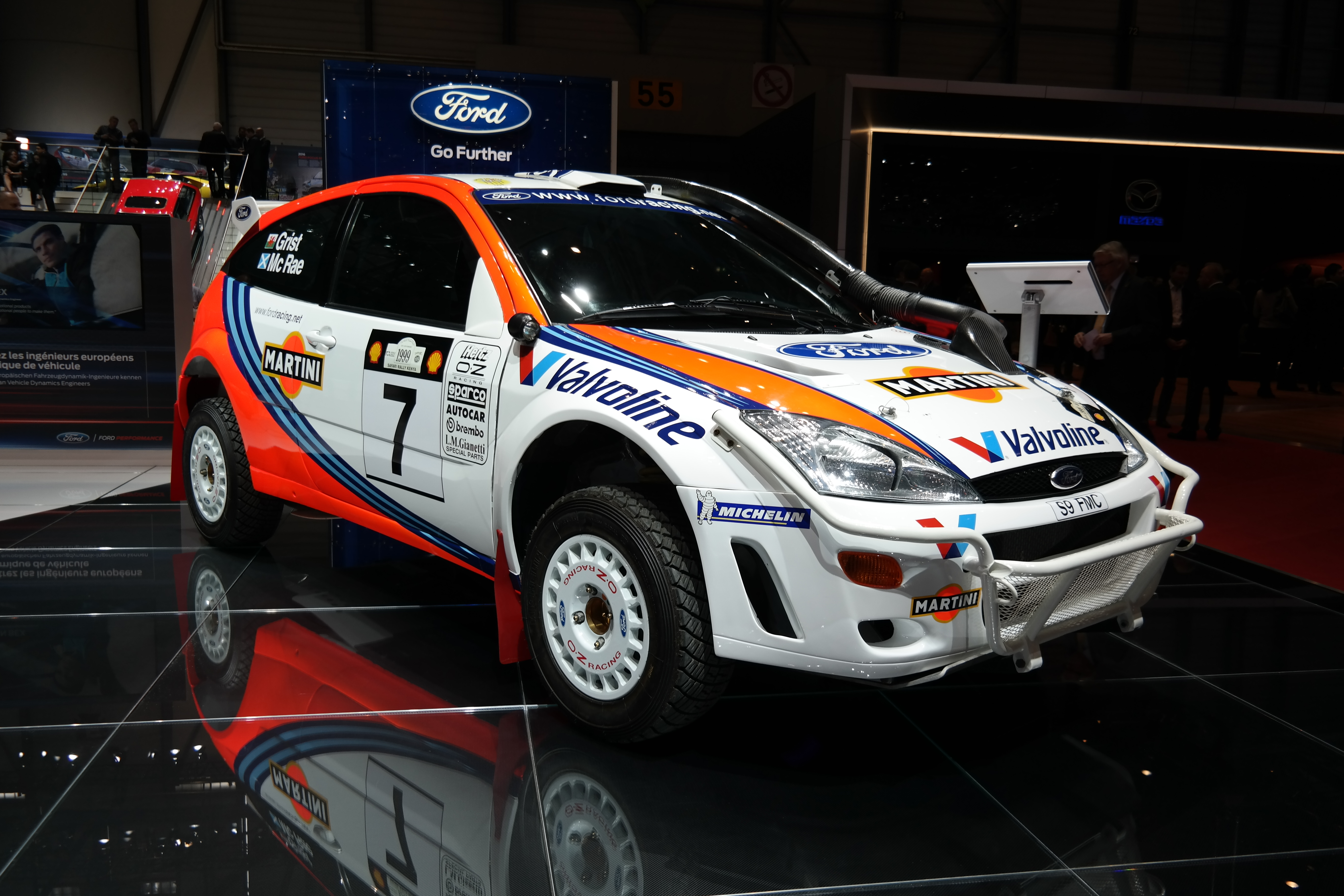
フォーカスWRC 1999年モデル

フォーカスWRC（フォーカス ダブリューアールシー、Focus World Rallycar)は、フォードとMスポーツが世界ラリー選手権（WRC）に出場するために開発した競技専用車（ワールドラリーカー）である。

## 第一世代モデル
これまでのフォードのラリー活動においてのベース車であったエスコートに代わり、1998年に発売されたフォーカスをベースに、1997年にFIAが導入したワールドラリーカー（WRカー）規定に沿って開発された車両である。それ以前のエスコートWRCは本来は最低生産台数を満たさないエスコート・コスワースがベースであったため、1998年までの2年間の使用期間条件があり、新しいマシン開発が急務だった。またWRCでの活動がフォードの新しい世界戦略車のマーケティングの一環とされたことで、本社からも多大な支援が得られた。開発は1997年よりフォードのワークス活動を委託されたMスポーツのギュンター・シュタイナーによって行われ、従来のエスコートとは対照的に、新機構が多く取り込まれた車両となっている。
特徴はXtrac製の6段縦置きギアボックスで、これによりフロントの重量軽減を図っている（採用はプジョー、ヒュンダイより先）。またサスペンションは、クロスメンバーの断面にも補強を施されており、チタン製のアップライトと相まって、特に悪路で効果を発揮した。エンジンはエスコートに搭載されていたコスワースYBTに代わって、市販仕様にも搭載されているゼテックEをベースにイギリスのマウンチューンが開発を手がけ、ターボチャージャー、ウォーターインジョクション、アンチラグシステムを備えていた。ところが、パワーアップしたエンジンに対し、大容量ウォーターポンプの認可がおりず、未認可のものを搭載したデビュー戦の1999年ラリー・モンテカルロでは車検で失格となっている。

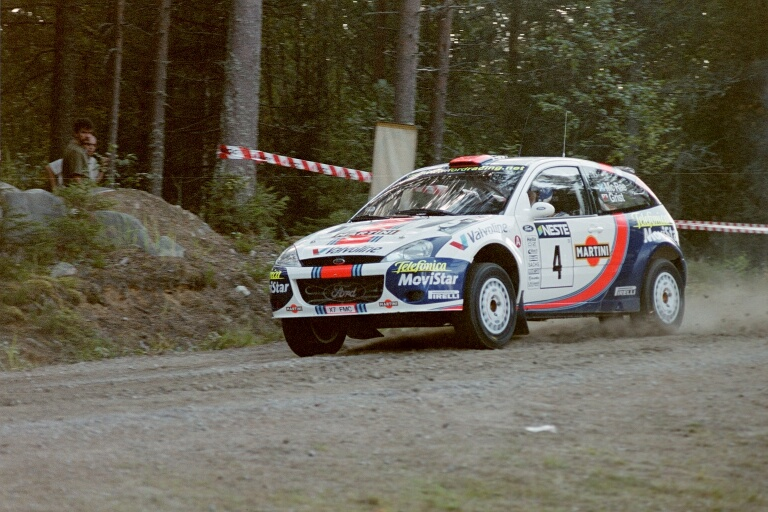
フォーカスWRC2001年モデル

数々の新技術を投入されたフォーカスWRCだが、それら高価軽量パーツを多用しても参戦当初は重量過多に悩まされ、縦置きギアボックスのメリットを打ち消してしまった。また縦置きギアボックスは予想以上に駆動ロスが多く、それに伴うエンジントラブルも少なくなかった。参戦初年の1999年からフォードのエースドライバーに採用されたコリン・マクレーでも、サファリとポルトガルの2勝に留まっている。
1999年シーズン終了後、時折ロックする欠陥を持つステアリング系は見直され、シーズンを通し悩まされたギヤボックスも、振動の発生源だったクラッチをクランクシャフトと同軸上に移し、揺れを抑制。ドライバーから不評だったシフトレバーは改良され、2000年のツール・ド・コルスとラリー・サンレモで試験的に投入されたセミオートマチックトランスミッションも、2001年モデルから本格的に採用された。マウンチューン社が手がけるもパワー不足だったエンジンは、翌2000年から全面的にコスワースが担当し、ブレーキもターマック仕様は前後同サイズに強化されている。チタン製のアップライトを持つサスペンションもこの年導入され始めた。それでも同時期にデビューしたプジョー・206WRCには苦戦することが多かった。2001年はトラクションコントロールを導入したが、結局一年間マシンの熟成に費やされた。

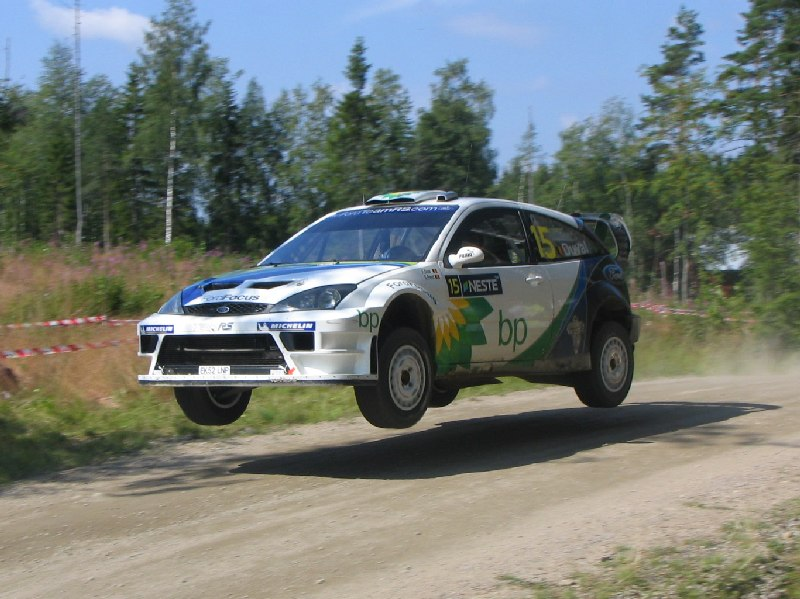
クリスチャン・ロリオーが手がけたフォーカスWRC2004年モデル

2002年にプロドライブから移籍し、フォードのチーフエンジニアに就任した鬼才クリスチャン・ロリオーが手がけた2003年モデルからはさらに大幅な改良がなされ、彼自身がプロドライブで開発を手がけたスバル・インプレッサ WRC 2000に倣っての軽量化、低重心化がなされている。それはドライバーシートの位置や、ロールケージの変更だけでなく、サイドブレーキレバーを緊急時のシフトレバーとして使用する等のことにまで至っており、非常に徹底された内容となっている。足回りも変更が加えられ、形式はストラットのままだが、リアはより路面の追従性をあげるために従来に無い大胆な傾斜配置でサスペンションストロークが増やされ、トレーリングアームは旧モデルより延長、ストラットの取り付け位置はやや後退したものに直された。なお、ベース車両がUSモデル（全長が増している）に切り替わったため、空力パーツが改良され、外観に変化が見られる。この頃からチームロゴが「従来のフォード・レーシング」から「フォード・ラリー・スポーツ」へ変わっている。
なお2002年シーズンの前にダンパーの供給元を、エスコートWRC時代から独占供給を受けていた蘭レイガー社から独ザックス社に切り替えたが、レイガーの方が優れていることを確認して慌てて戻した。しかしこの間にシュコダが目敏くレイガーと供給契約を結んだため、独占供給の恩恵を失ってしまっている。
ロリオーによって性能は向上し、2003年はマルコ・マルティンのドライブでアクロポリス・ラリー、ラリー・フィンランドで勝利。翌2004年はプジョーに代わって戦闘力を上げたシトロエンやスバルを相手に、マルティンはラリー・メキシコで勝利。また、これまでフォーカスにとって得意とはいえなかったターマック（舗装路）のラリーでも、ラリー・カタルーニャ、ツール・ド・コルスで勝利している。しかし一方で信頼性は今ひとつで、勝てるラリーを落とすこともしばしあった。
マシン自体は多数の革新的な機構と発想を備え、「当代最速」と賞賛されながらも、結局この世代のフォーカスでタイトルを獲得することは叶わなかった。

## 第二世代モデル

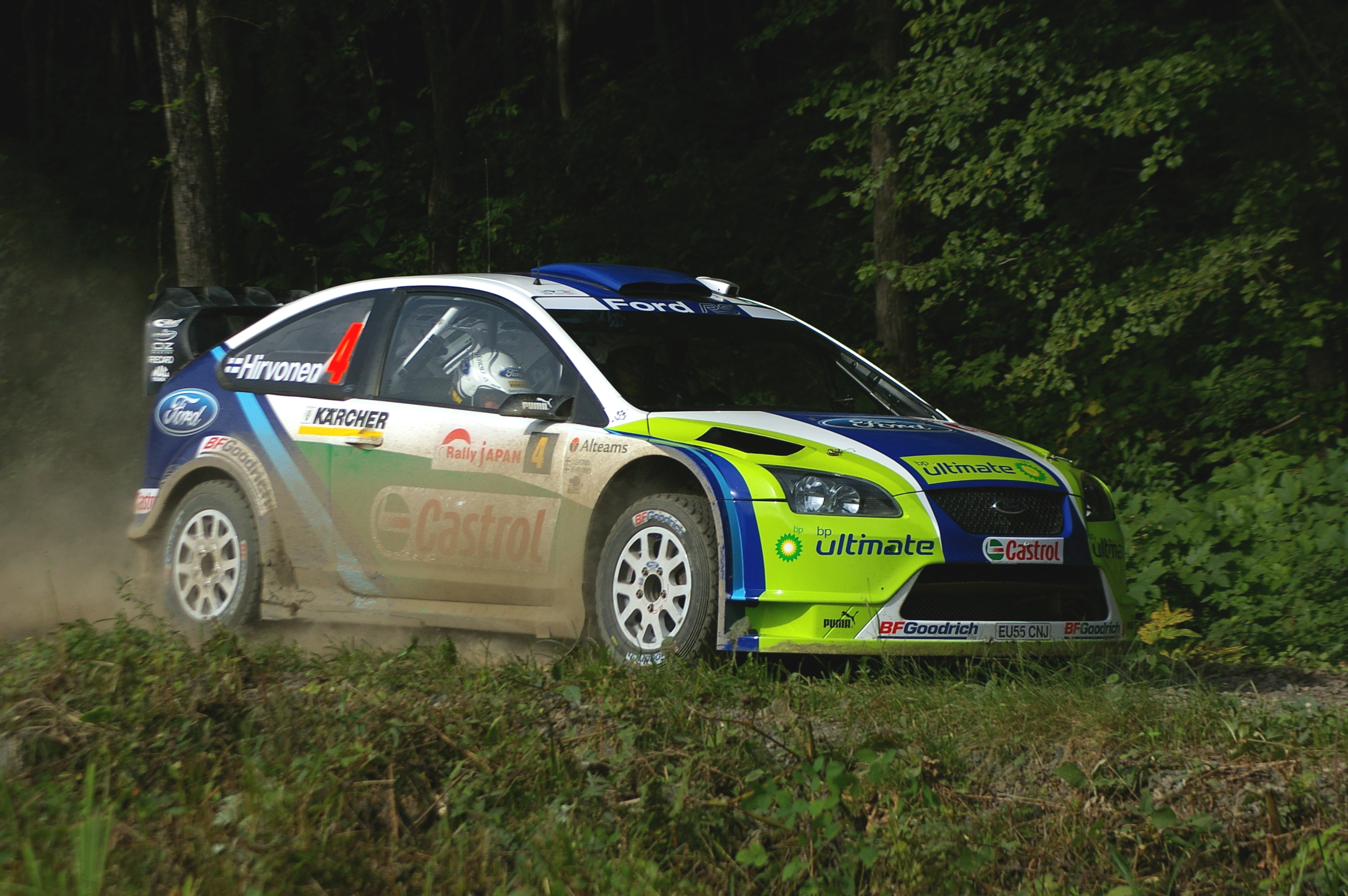
フォーカスWRC2006年モデル

2005年最終戦ラリー・オーストラリアからは、2代目フォーカスをベースにした車両が投入された。
先代マシンの特徴でありアキレス腱でもあった縦置きギアボックスは採用せず、従来的な横置きギアボックスに改められた他、不評だった緊急用マニュアルシフトレバーとの兼用サイドブレーキレバーは廃された。
サスペンションはよりストローク量を伸ばし、熱対策のためにフロントのショックアブソーバーは通常よりも角度がつけられた設計に変更された。リアサスペンションは先代の2003年モデルから基本的な構造は大きく変わっていない。また、先代マシンで推し進められた低重心化は2代目にベースが変わってからも徹底され、スペアタイヤは室内からリアバンパー下に設置された。足回りは柔らかめでトラクションやグラベルでのパフォーマンスに優れるが、一方で車体のロール量が大きめになる。
エンジンはベースモデルのSTは5気筒だが、同一メーカーのエンジンが流用出来るWRカー規定を利用。Zetecシリーズのエンジンをベースに、これまでプジョーのワークスエンジンを担っていたフランスのピポ・モチュールが開発した。同社のトルク重視のチューニングにより、これまでの弱点であった低回転域のトルク不足を改善しドライバビリティは高まったが、一方で高回転の伸びが少なく絶対的なパフォーマンスではシトロエン・スバルに一歩譲るとされた。
総じて西欧系ドライバー好みでターマックを得意とするシトロエン・C4 WRCに対し、フォーカスはマーカス・グロンホルムやミッコ・ヒルボネンのような北欧系ドライバーの好む、グラベル寄りの性格になっている。
これらの改良はカルロス・サインツの引退やローブの骨折といったシトロエンの失速も重なって功を奏し、2006年と2007年にマニュファクチャラーズタイトルを獲得している。2006年はフォードにとって27年ぶりのタイトルであった。

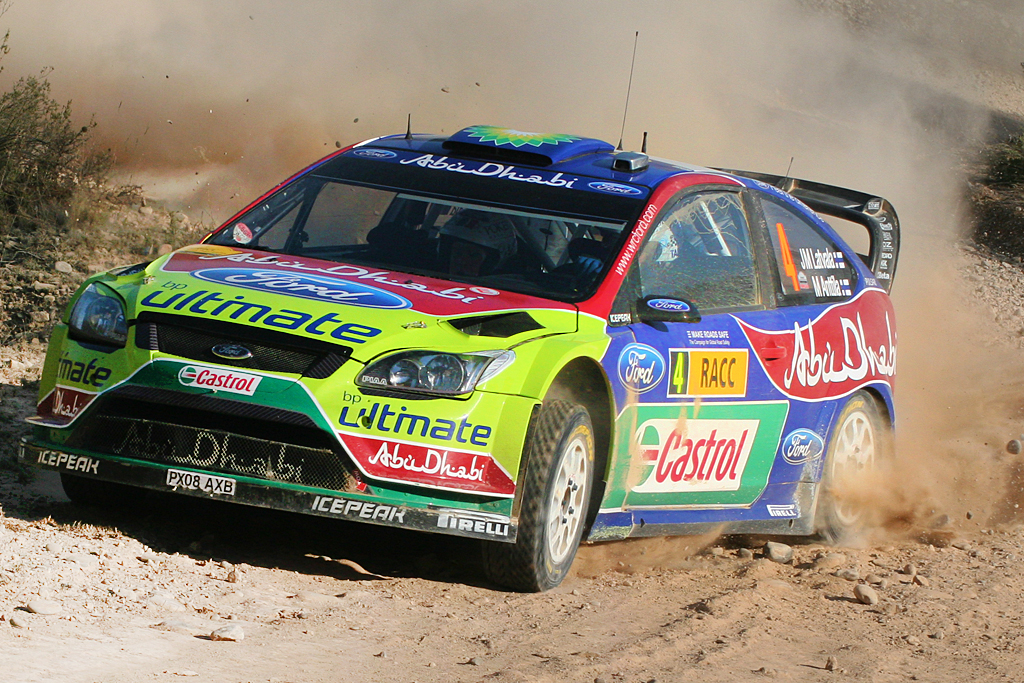
フォーカスWRC2009年モデル

2008年モデルは、2008年中盤のドイツに登場。外観はフェイスリフトを受けた市販車に倣いフロントマスクの変更のみに留まったが、エンジンはライバルよりも劣っていたピークパワーのアップを狙って、カムシャフトとクランクシャフト、タービンが改良されている。2009年に入っても手が加えられ、シーズン序盤にはエンジンの出力軸から動力を取っていたウォーターポンプが、電気モーターで駆動するタイプに変更された。グロンホルムが退いて同郷のヤリ＝マティ・ラトバラがセカンドドライバーとなり、2008年スウェディッシュ・ラリーで史上最年少（22歳）となるイベント総合優勝を果たした。
2009年はヒルボネンがドライバーズタイトルまであと一歩というところまで迫ったが、シトロエンのセバスチャン・ローブにたった1pt差で及ばなかった。
2010年はヒルボネンが前年とは逆に鳴りを潜めてランキング6位に転落、ラトバラもランキング2位につけるも大差でローブに敗れた。この年限りでフォードはフォーカスによるワークスラリー活動を終了し、2011年から始まる新レギュレーション発足に伴い、フィエスタRS WRCへスイッチした。

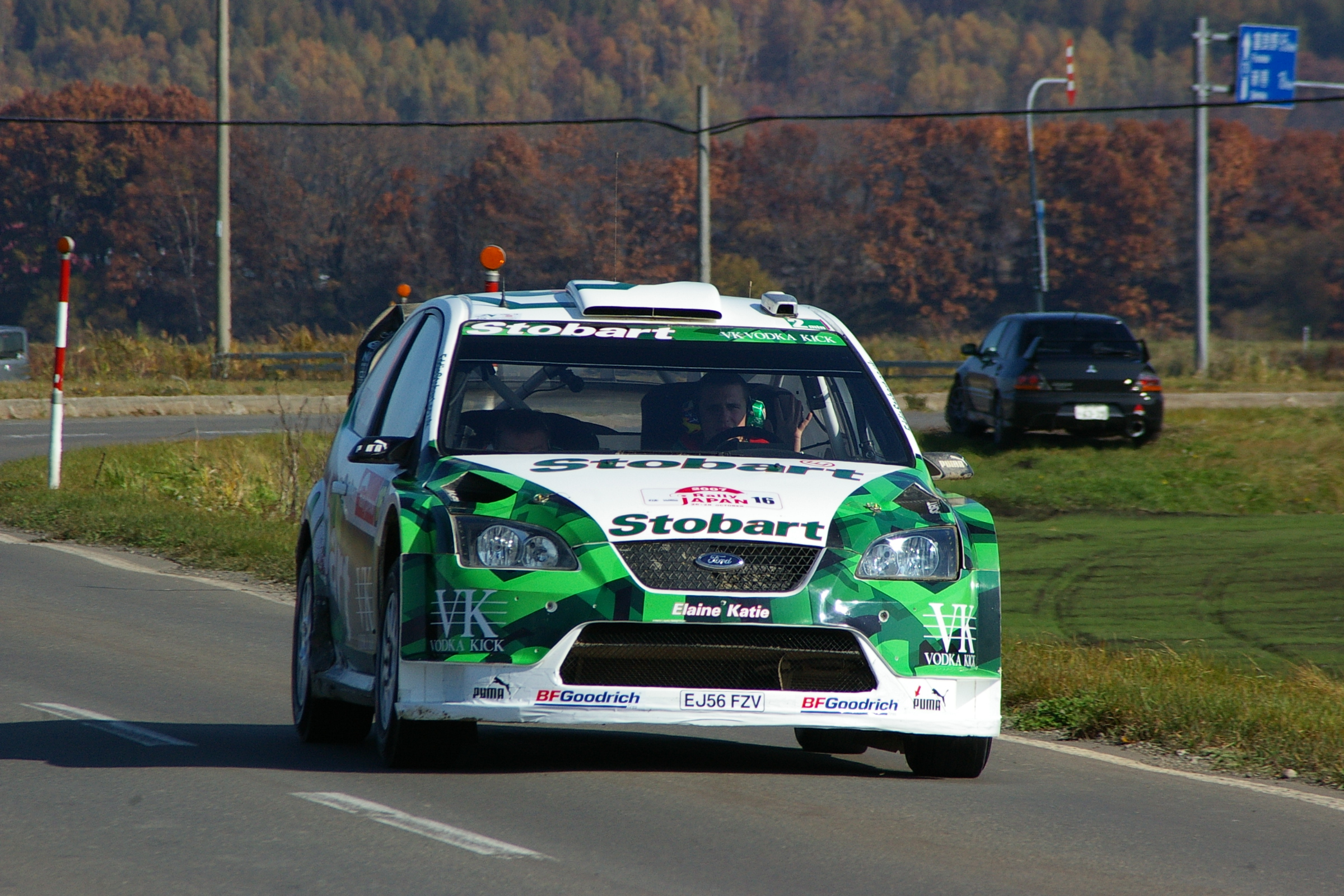
ストバートカラー
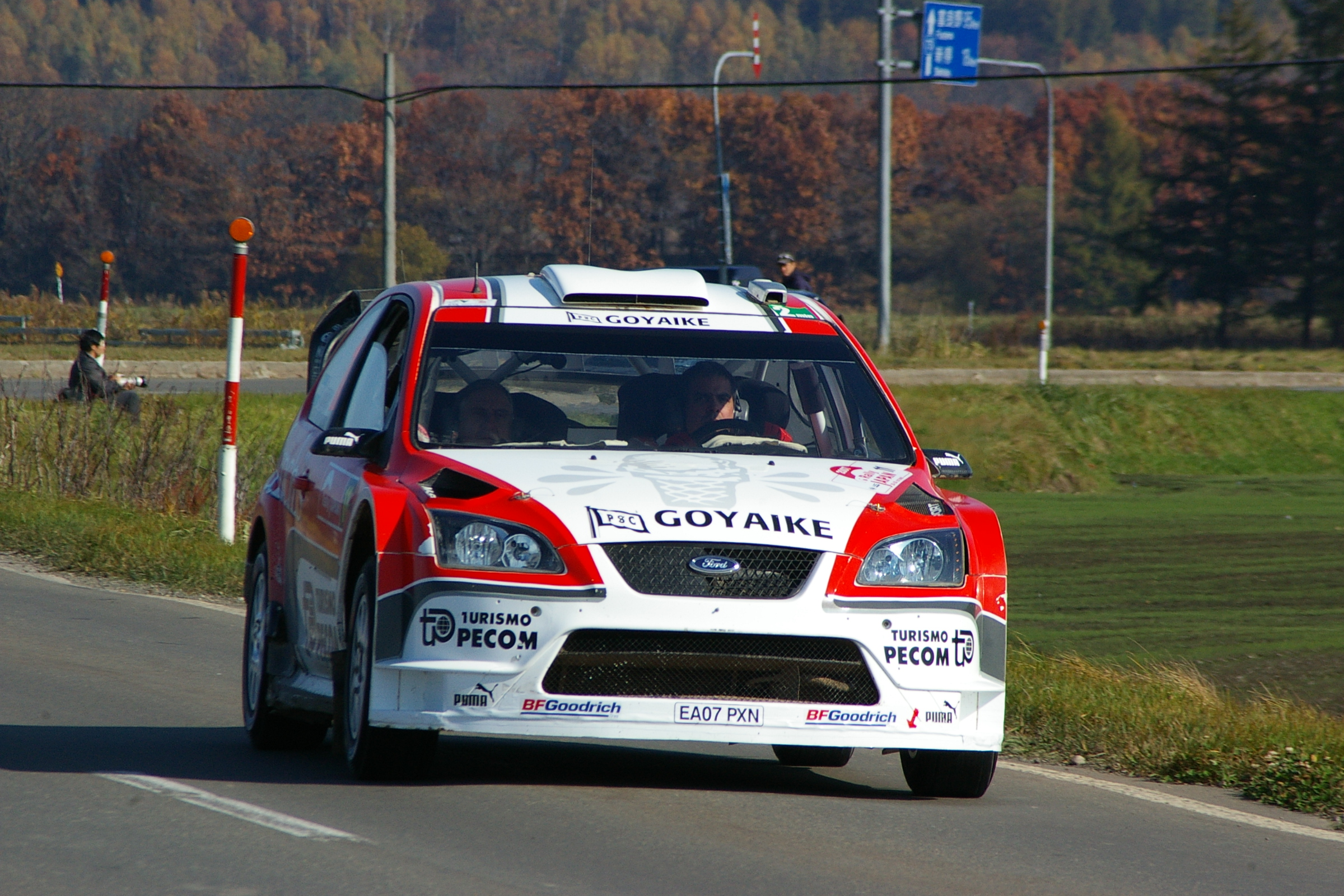
ミュンヒスカラー